# 北六番丁電波監理局前停留場
北六番丁電波監理局停留場（きたろくばんちょうでんぱかんりきょくまえていりゅうじょう）は、かつて宮城県仙台市（現在の同市青葉区）堤通雨宮町にあった仙台市交通局（仙台市電）北仙台線の停留場である。

## 概要
現在の青葉消防署前交差点（勾当台通と北六番丁通りとの交点）付近（堤通雨宮町4番停留所）に位置していた。

## 歴史
- 1928年（昭和3年）3月28日：循環線全線開通により開業
- 1937年（昭和12年）10月26日：北仙台線全線開通
- 1969年（昭和44年）4月1日：北仙台線廃止により、廃駅

## 駅周辺
- 仙台市消防局青葉消防署
- フォレスト仙台
- 東北大学雨宮キャンパス（農学部）

## 隣の駅
仙台市電
北仙台線
二日町停留場 - 北六番丁電波監理局前停留場 - 北八番丁児童相談所前停留場